# Xerophloea foveolata
Xerophloea foveolata är en insektsart som beskrevs av Franz Xaver Fieber 1866. Xerophloea foveolata ingår i släktet Xerophloea och familjen dvärgstritar. Inga underarter finns listade i Catalogue of Life.